# Ptilogyna kraussiana
Ptilogyna kraussiana är en tvåvingeart som först beskrevs av Alexander 1966.  Ptilogyna kraussiana ingår i släktet Ptilogyna och familjen storharkrankar. Inga underarter finns listade i Catalogue of Life.